# 日米行政協定
日米行政協定（にちべいぎょうせいきょうてい）、正式には日本国とアメリカ合衆国との間の安全保障条約第三条に基く行政協定（にほんこくとあめりかがっしゅうこくとのあいだのあんぜんほしょうじょうやくだいさんじょうにもとづくぎょうせいきょうてい、英語: Administrative Agreement under Article III of the Security Treaty between Japan and the United States of America）は、1952年に日本国とアメリカ合衆国との間の安全保障条約第三条に従い日本とアメリカの間で結ばれた、在日米軍の基地や地位などに関する協定。1952年2月28日に東京で岡崎勝男とディーン・ラスクに署名された。国会の審議は経ていない。現行の日米地位協定が正式に後継の協定である。
協定の各条項の評釈などを行ったものを採録した、公式議事録がある。

## 概要
日本は1945年の降伏文書に署名後、占領期にはいったが、1951年にサンフランシスコ平和条約と旧日米安全保障条約が署名されると、日本の「独立」が約束された。
旧日米安全保障条約の第三条は米軍の駐留についての協定を予定していたため、1952年の1月から東京で本格交渉が開始された。
占領期から米軍などにより接収されていた区域や施設などについて、特段の取り決めがなされない限り合意がなくてもそのまま米軍が利用できるとするいわゆる「岡崎・ラスク交換公文」がとりかわされた。
1952年の2月28日に署名。サンフランシスコ平和条約と旧日米安全保障条約と同日の1952年4月28日に発効した。
1953年9月に、第17条の規定に従い、第17条が改定されている。同時に「日本国政府とアメリカ合衆国政府との間の行政協定第十七条を改正する議定書に関する合意された公式議事録」が作成された。
日米安保条約第6条と日米地位協定第26条、行政協定第29条などに基づき1960年6月23日失効した。

## 合同委員会
協定の第26条は、この協定に関する「すべての事項」を協議するための、両国の代表者から組織される「合同委員会」を設置しており、ここでは協定に関する合意が作成された。
協定の第2条第1項では「個個の施設及び区域に関する協定」について、合同委員会を通じて締結すると定める。この規定に従い、1952年7月26日、東京で開催された合同委員会で、伊関佑二郎とローリン・エル・ウイリアムズが各国代表として、各自の政府に代わって「個個の施設及び区域」を決定する協定に署名し、即日効力が生じた。
1960年締結の後継の協定である日米地位協定においても、第25条で同様の目的で日米合同委員会が設置されているが、これらの協定は別の協定であり、これらの合意の効力の継続性が問題となりうる。このことに関して、日本政府は地位協定が審議されていた第34回国会で「従来の合同委員会の合意書というものは一応引き継いで参りますけれども、これは新しい委員会において検討をされていくものであります」としており、また2016年に在日米軍日米合同委員会事務局長は、日本側に宛てたレターの中で、「行政協定の下で行われた日米合同委員会に係る全ての事項は，日米地位協定に組み込まれて（incorporated）」いると主張したことがある。
2021年に外務省は、行政協定下での合同委員会関連文書は、「慣行により，双方の合意がなされない限り公表しないこととされている」としており、委員会の議事録などについては、原則としては公開されない。